# Yngvar Barda
Yngvar Barda (Oslo, 5 de febrero de 1935 - 23 de julio de 1999) fue un jugador de ajedrez noruego, medallista de la Nordic Chess Cup en 1970.

## Biografía
Yngvar Barda fue el hijo mayor del primer Maestro Internacional noruego, Olaf Barda (1909 - 1971). En la década de 1950, fue uno de los principales jugadores juveniles de ajedrez en Noruega. En 1953, representó a Noruega en el 2.º Campeonato Mundial Juvenil de Ajedrez en Copenhague.
Yngvar Barda jugó para Noruega en la Olimpiada de Ajedrez:
- En 1956, en el primer tablero suplente en la Olimpíada de ajedrez de 1956 en Moscú (+0, =1, -6).

Yngvar Barda jugó para Noruega en las Nordic Chess Cups:
- En 1970, en el octavo tablero en la 1.ª Nordic Chess Cup en Großenbrode (+0, =2, -1) y ganó la medalla de bronce por equipos,
- En 1972, en el cuarto tablero en la 3.ª Nordic Chess Cup en Großenbrode (+0, =2, -2),
- En 1974, en el segundo tablero en la 5.ª Nordic Chess Cup en Eckernförde (+0, =3, -2).